# Fotbal Club Unirea Voluntari Urziceni 2008-2009
Questa pagina raccoglie i dati riguardanti il Fotbal Club Unirea Voluntari Urziceni nelle competizioni ufficiali della stagione 2008-2009.

## Stagione
Il club ha vinto, per la prima volta nella sua storia, la Liga I, ossia il campionato di massima serie rumeno, conquistando la qualificazione alla Champions League 2009-2010.
Ha ottenuto il maggior numero di vittorie (21), il minor numero di sconfitte (6) e la miglior difesa (20 gol subiti).

## Rosa
| N. |                      | Ruolo | Calciatore         |
| -- | -------------------- | ----- | ------------------ |
| 1  | Lituania (bandiera)  | P     | Giedrius Arlauskis |
| 2  | Argentina (bandiera) | D     | Lucas Landa        |
| 3  | Brasile (bandiera)   | C     | Ricardo Vilana     |
| 4  | Serbia (bandiera)    | D     | Ersin Mehmedović   |
| 5  | Romania (bandiera)   | C     | Dinu Todoran       |
| 6  | Romania (bandiera)   | C     | George Galamaz     |
| 7  | Romania (bandiera)   | A     | Marius Bilașco     |
| 10 | Romania (bandiera)   | C     | Bogdan Mara        |
| 11 | Romania (bandiera)   | A     | Marius Onofraș     |
| 12 | Romania (bandiera)   | P     | Daniel Tudor       |
| 13 | Croazia (bandiera)   | P     | Srđan Žakula       |
| 15 | Romania (bandiera)   | A     | Cristian Dănălache |

| N. |                      | Ruolo | Calciatore        |  |
| -- | -------------------- | ----- | ----------------- |  |
| 16 | Romania (bandiera)   | D     | Epaminonda Nicu   |  |
| 17 | Australia (bandiera) | C     | Jacob Burns       |  |
| 19 | Argentina (bandiera) | D     | Pablo Brandán     |  |
| 20 | Romania (bandiera)   | A     | Bogdan Aldea      |  |
| 23 | Romania (bandiera)   | D     | Valeriu Bordeanu  |  |
| 24 | Romania (bandiera)   | D     | László Balint     |  |
| 25 | Romania (bandiera)   | C     | Răzvan Pădurețu   |  |
| 26 | Romania (bandiera)   | D     | Dan Matei         |  |
| 27 | Lituania (bandiera)  | D     | Davydas Arlauskis |  |
| 28 | Romania (bandiera)   | A     | Daniel Stan       |  |
| 30 | Romania (bandiera)   | C     | Sorin Frunză      |  |
| 32 | Romania (bandiera)   | C     | Iulian Apostol    |  |

### Staff tecnico
Allenatore: Dan Petrescu

## Classifica finale
|  |    | Classifica 2008-09 | Pt | G  | V  | N | P | GF | GS | Diff |
|  | -- | ------------------ | -- | -- | -- | - | - | -- | -- | ---- |
|  | 1. | Unirea Urziceni    | 70 | 34 | 21 | 7 | 6 | 51 | 20 | +31  |